# Sociedade Portuguesa de Navios-Tanques

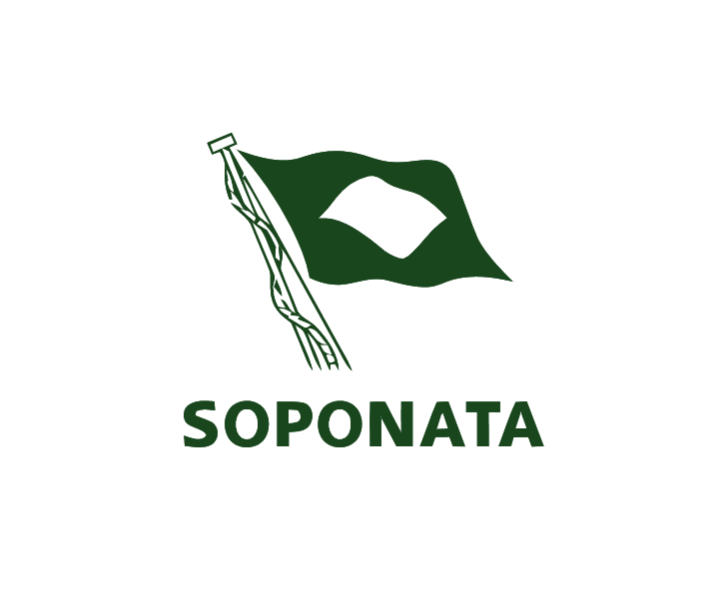
Logotipo da Soponata.

A Sociedade Portuguesa de Navios Tanques, SA (Soponata, SA) foi uma empresa de navegação portuguesa.

## História
Foi fundada a 13 de junho de 1947 como uma sociedade por quotas de responsabilidade limitada, com um capital social de 90.000.000 de escudos, repartido pelas 3 principais companhias de navegação e as 5 principais empresas petrolíferas em operação no país, à época. 
Na década de 1950 com o crescimento económico do país, a par do encerramento do Canal do Suez por Nasser em 1956, a Soponata adquiriu um conjunto de navios novos, que pelos padrões da época eram verdadeiros gigantes, tais como o "Fogo" (27.000 dwt) e o "Hermínios" (40.000 dwt). Este último foi o primeiro navio-tanque construído pela Kawasaki a ser vendido a uma empresa de navegação europeia em 1960.
Depois de 1974 a Soponata foi nacionalizada. Com a privatização em 1993, retornou às mãos do seu antigo accionista principal, o Grupo José de Mello, que havia participado na sua fundação através das suas participações na Companhia Nacional de Navegação (CNN) e na Sociedade Geral de Indústria Comércio e Transportes, Lda.
A 26 de março de 2004 a Soponata foi vendida à empresa estadunidense General Maritime por 415 milhões de dólares. A venda foi assinada por José de Mello que semanas antes tinha sido um dos subscritores do "Manifesto dos 40" em que empresários alertavam o governo para a absoluta necessidade de Portugal conservar os seus centros de decisão em mãos nacionais